# Свитино (деревня, Москва)
Свитино — деревня в Троицком административном округе Москвы (до 1 июля 2012 года в составе Подольского района Московской области). Входит в состав поселения Клёновское.

## Население
| 1859 | 1890 | 1899 | 1926 | 2002 | 2006 | 2010 |
| ---- | ---- | ---- | ---- | ---- | ---- | ---- |
| 210  | ↗216 | ↘92  | ↗166 | ↘12  | ↘7   | ↗11  |

Согласно Всероссийской переписи, в 2002 году в деревне проживало 12 человек (5 мужчин и 7 женщин). По данным на 2005 год в деревне проживало 7 человек.

## География
Деревня Свитино расположена в восточной части Троицкого административного округа, у границы с Подольским районом, примерно в 18 км к юго-западу от центра города Подольска, с которым связана автобусным сообщением.
В 5 км северо-западнее деревни проходит Варшавское шоссе, в 11 км к востоку — Симферопольское шоссе М2, в 6 км к северо-востоку — Московское малое кольцо А107, в 6 км к югу — Большое кольцо Московской железной дороги. Рядом с деревней Свитино река Трешня впадает в Мочу. У деревни на реке Трешне устроен большой пруд.
К деревне приписано шесть садоводческих товариществ (СНТ). Ближайшие населённые пункты — деревни Зыбино, Юрово, сёла Сальково и Клёново.
В Троицком административном округе также есть одноимённое село, оно входит в состав поселения Вороновское и находится в 19,5 км к западу от деревни.

## История

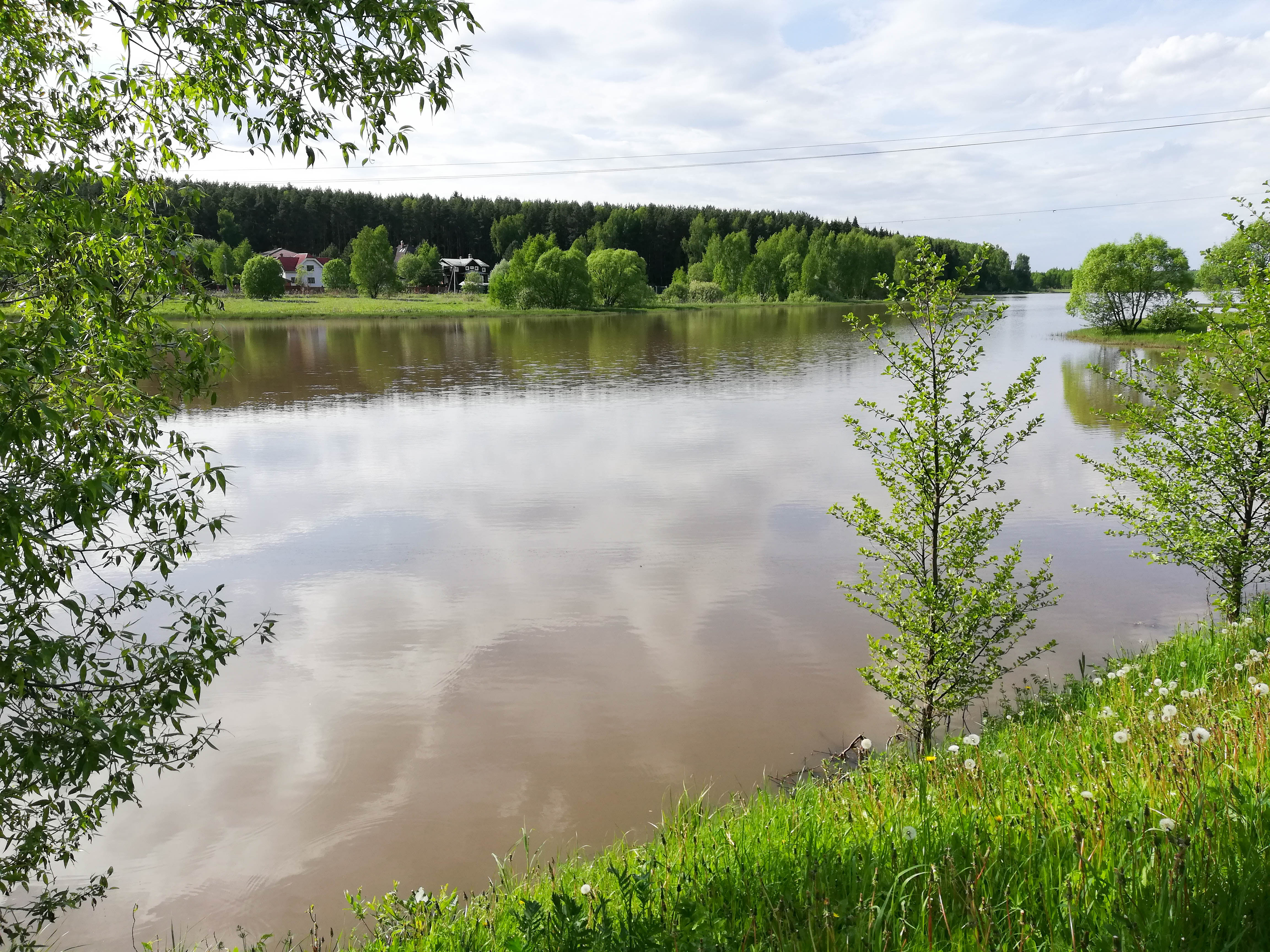
Пруд в Свитино

В «Списке населённых мест» 1862 года — владельческая деревня 1-го стана Подольского уезда Московской губернии по левую сторону Московско-Варшавского шоссе, из Подольска в Малоярославец, в 19 верстах от уездного города и 13 верстах от становой квартиры, при речке Трешне, с 26 дворами и 210 жителями (94 мужчины, 116 женщин).
По данным на 1890 год — деревня Клёновской волости Подольского уезда с 216 жителями.
В 1913 году — 28 дворов.
По материалам Всесоюзной переписи населения 1926 года — центр Сальковского сельсовета Клёновской волости Подольского уезда в 5,3 км от Варшавского шоссе и 9,6 км от станции Столбовая Курской железной дороги, проживало 166 жителей (74 мужчины, 92 женщины), насчитывалось 33 хозяйства, из которых 32 крестьянских, имелась мельница.
1929—1963, 1965—2012 гг. — населённый пункт в составе Подольского района Московской области.
1963—1965 гг. — в составе Ленинского укрупнённого сельского района Московской области.
С 2012 г. — в составе города Москвы.